# Hypnum fendleri
Hypnum fendleri là một loài Rêu trong họ Hypnaceae. Loài này được (Sull.) Sull. & Lesq. mô tả khoa học đầu tiên năm 1856.